# Harri J. Rantala
Harri J. Rantala (Nurmo, Finlandia, 1980) es un director de cine finlandés.

## Filmografía
- Kaukopartio - Long Range Patrol (2013)
- Kotiinpaluu - Return (2010)
- Nurmoo – Shout from the plain (2009)
- Daughters of Snow (2007)
- M. A. Numminen: Sedena con la mia donnna nel parco del parlamento (2006)
- Mutalan raitilla - The Road of Mutala (2005)
- The Sacrifice (2004)